# Sajiwka (obwód dniepropetrowski)
Sajiwka (ukr. Саївка) – wieś na Ukrainie, w obwodzie dniepropetrowskim, w rejonie kamjańskim, w hromadzie Saksahań. W 2001 liczyła 1101 mieszkańców, spośród których 1030 wskazało jako ojczysty język ukraiński, 54 rosyjski, 2 węgierski, 12 białoruski, a 3 inny.